# Gramática do sueco
A gramática do sueco descreve a estrutura, constituição e funcionamento da língua sueca. Para além desse carácter descritivo, esta gramática pode também ter um carácter pedagógico e normativo, enunciando regras para o uso padronizado do idioma. As gramáticas da língua sueca costumam incluir a Fonologia e a Ortografia, a Morfologia e a Sintaxe, e ainda frequentemente a Semântica, a Etimologia e a Estilística.

A obra mais completa, apresentando uma exposição sistemática e detalhada da gramática do sueco, é a Gramática da Academia Sueca (Svenska Akademiens grammatik, SAG), editada pela Academia Sueca. A sua versão de menor formato (cerca de 10%) e com maior pendor normativo é a Gramática Breve da Academia Sueca (Svenska Akademiens språklära, SAS).

O idioma sueco deriva do nórdico antigo, tal como as outras línguas nórdicas – o dinamarquês, o norueguês, o feroês , o islandês e a inglês . Por esse motivo, a gramática do sueco apresenta bastantes semelhanças com as gramáticas dessas outras línguas, em particular do dinamarquês e do norueguês.

O sueco é uma língua flexiva, com abundantes traços aglutinantes (p.ex. plural e genitivo dos substantivos), e alguns traços analíticos (p.ex. alguns adjetivos comparativos).

## Artigo
O sueco tem artigos definidos e indefinidos. 

Os artigos indefinidos são en ou ett, conforme o género do substantivo associado. 
- En bil - um carro
- Ett hus - uma casa

Os artigos definidos têm duas formas, das quais a enclítica é a mais frequente. Esta forma consiste num sufixo  -en/-n/-et/-t adicionado ao substantivo: 
- Bil – carro
- Bilen – o carro
- Hus – casa
- Huset – a casa

A outra forma ocorre quando um substantivo está precedido por um adjetivo. Neste caso, um artigo definido anteposto - den ou det - precedo o adjetivo, e o sufixo  -en/-n/-et/-t é adicionado ao substantivo.

- Grön bil - carro verde
- Den gröna bilen - o carro verde
- Grönt guld - ouro verde
- Det gröna guldet - o ouro verde

## Pronome

### Pronomes pessoais
Os pronomes pessoais têm nominativo e acusativo, e na terceira pessoa também genitivo.

| Pronomes pessoais | Pronomes pessoais | Pronomes pessoais | Pronomes pessoais | Pronomes pessoais | Pronomes pessoais | Pronomes pessoais |
|                   | Singular          | Singular          | Singular          | Plural            | Plural            | Plural            |
|                   | Nominativo        | Acusativo         | Genitivo          | Nominativo        | Acusativo         | Genitivo          |
| ----------------- | ----------------- | ----------------- | ----------------- | ----------------- | ----------------- | ----------------- |
| 1.a pessoa        | jag               | mig               | (não existe)      | vi                | oss               | (não existe)      |
| 2.a pessoa        | du                | dig               | (não existe)      | ni                | er                | (não existe)      |
| 3.a pessoa        | han, hon          | honom, henne      | hans, hennes      | de                | dem               | deras             |

- Jag läser. - Eu leio.
- Hon ser mig. - Ela vê-me. / Ela me vê.
- Hans båt är blå - O barco dele é azul.

### Pronomes possessivos
Os pronomes possessivos são declinados de acordo com o género e número dos substantivos associados.

| Pronomes possessivos | Pronomes possessivos | Pronomes possessivos |
|                      | Singular             | Plural               |
| -------------------- | -------------------- | -------------------- |
| 1.a pessoa           | min, mitt, mina      | vår, vårt, våra      |
| 2.a pessoa           | din, ditt, dina      | er, ert, era         |
| 3.a pessoa           | dess                 | deras                |

- Min cykel är röd. - A minha bicicleta é vermelha.

### Pronomes demonstrativos
Os pronomes demonstrativos são declinados de acordo com o género e número dos substantivos associados.

| Pronomes demonstrativos       | Pronomes demonstrativos                 | Pronomes demonstrativos        | Pronomes demonstrativos                    |
| Singular                      | Singular                                | Plural                         | Plural                                     |
| ----------------------------- | --------------------------------------- | ------------------------------ | ------------------------------------------ |
| den här / denna (este / esta) | den där (esse / essa / aquele / aquela) | de här / dessa (estes / estas) | de där (esses / essas / aqueles / aquelas) |
| det här / detta (este / esta) | det där (esse / essa / aquele / aquela) | de där (estes / estas)         | de där (esses / essas / aqueles / aquelas) |

- den här biljetten - este bilhete
- denna biljett - este bilhete
- de här biljetterna - estes bilhete
- dessa biljetter - estes bilhetes

### Pronomes interrogativos
Os pronomes interrogativos servem para fazer perguntas.

| Pronomes interrogativos | Pronomes interrogativos |
| ----------------------- | ----------------------- |
| vem                     | quem                    |
| vad                     | que, o que              |
| vilken - vilket - vilka | qual - quais, que       |

- Vem är han? (Quem é ele?)
- Vad är klockan? (Que horas são?]
- Vilken bok köpte de? (Que livro eles compraram?)

## Substantivo
Os substantivos suecos têm dois géneros, dois números e dois casos. 

### Género
- Comum
- Neutro

O género é praticamente arbitrário, tendo de ser aprendido de caso para caso.

O género comum - designado por utrum ou N-ord ("Palavras em N") - abrange os substantivos precedidos pelo artigo en, p.ex. pedal - en pedal.

O género neutro - designado por neutrum ou T-ord ("Palavras em T") - abrange os substantivos antecedidos pelo artigo ett, p.ex. piano - ett piano.

### Número
- Singular
- Plural

O plural depende do género, e pode ser declinado de 6 formas: 
| Declinação | Plural                       | Exemplo                                      |
| ---------- | ---------------------------- | -------------------------------------------- |
| 1          | -or                          | skola - skolor (escola - escolas)            |
| 2          | -ar                          | bil – bilar (carro – carros)                 |
| 3          | -er                          | student - studenter (estudante - estudantes) |
| 4          | -r                           | sko - skor (sapato - sapatos)                |
| 5          | -n                           | frimärke - frimärken (selo - selos)          |
| 6          | nenhuma terminação adicional | hus - hus (casa - casas)                     |

### Casos
- Nominativo
- Genitivo

O genitivo é construído pelo nominativo adicionado do sufixo -s.

- familjen - a família
- familjens hus - a casa da família

Um exemplo: A palavra bil (carro) pertence ao género comum, e pode ter as seguintes formas:
|                  | singular       | singular         | plural         | plural   |
| forma indefinida | forma definida | forma indefinida | forma definida |          |
| nominativo       | bil            | bilen            | bilar          | bilarna  |
| genitivo         | bils           | bilens           | bilars         | bilarnas |

## Adjetivo
O adjetivo concorda com o género e o número do substantivo associado.
O adjetivo sueco é obrigatoriamente colocado antes do substantivo.
- en grön bil – um carro verde
- ett grönt träd – uma árvore verde
- två gröna bilar – dois carros verdes
- två gröna träd –duas árvores verdes

## Numerais

### 0 - 12
| 0    | 1      | 2   | 3   | 4    | 5   | 6   | 7   | 8    | 9   | 10  | 11   | 12   |
| noll | en/ett | två | tre | fyra | fem | sex | sju | åtta | nio | tio | elva | tolv |

O numeral 1 é en ou ett conforme o género do substantivo associado.
- En fisk – um peixe
- Ett frimärke – um selo

### 13 - 19
| 13      | 14      | 15     | 16     | 17      | 18            | 19     |
| tretton | fjorton | femton | sexton | sjutton | arton aderton | nitton |

No Sueco da Finlândia, 18 é escrito na forma mais antiga aderton.

### 20 - 1000
| 20    | 30      | 40     | 50     | 60     | 70      | 80    | 90     | 100          | 1000        |
| tjugo | trettio | fyrtio | femtio | sextio | sjuttio | åttio | nittio | (ett) hundra | (ett) tusen |

- 23 - tjugotre
- 32 - trettiotvå
- 453 - fyrahundrafemtiotre

## Verbo
A maior parte dos verbos suecos termina em –a e é conjugada no presente com –ar ou –er. Um pequeno grupo - constituído por palavras com uma só sílaba - adiciona apenas um -r ao infinitivo. A conjugação dos verbos é mais simples do que em português: Todas as pessoas de um tempo verbal têm a mesma terminação.  

| Sueco     | Português   | Sueco    | Português   | Sueco   | Português   |
| --------- | ----------- | -------- | ----------- | ------- | ----------- |
| Tala      | Falar       | Äta      | Comer       | Bo      | Morar       |
| Jag talar | Eu falo     | Jag äter | Eu como     | Jag bor | Eu moro     |
| Du talar  | Tu falas    | Du äter  | Tu comes    | Du bor  | Tu moras    |
| Han talar | Ele fala    | Han äter | Ele come    | Han bor | Ele mora    |
| Vi talar  | Nós falamos | Vi äter  | Nós comemos | Vi bor  | Nós moramos |
| Ni talar  | Vós falais  | Ni äter  | Vós comeis  | Ni bor  | Vós morais  |
| De talar  | Eles falam  | De äter  | Eles comem  | De bor  | Eles moram  |

Ao contrário do português, o sueco tem uma obrigatoriedade do uso de sujeito explícito antes do verbo.

- Jag äter - Eu como ou Como
- Hon åkte till Ryssland - Ela foi para a Rússia ou Foi para a Rússia
- Det regnar - Chove

## Verbos com partícula
Muitos verbos suecos usam uma partícula a seguir à forma verbal, adquirindo assim um novo significado.

- ge - dar
- ge upp - desistir
- gå - andar, ir
- gå upp - subir
- gå ner - descer
- gå ut - sair

## Advérbio
Entre os advérbios mais frequentes estão palavras como:

- bak (atrás)
- då (então)
- nu (agora)
- in (para dentro)
- inte (não)

Muitos advérbios são formados a partir de adjetivos, através da adição do sufixo –t:

- snabb – snabbt (rápido – rapidamente)
- konstig – konstigt (estranho – estranhamente)

Em alguns casos, o advérbio é construido pela adição do sufixo –ligen:

- verklig – verkligen (real – realmente)

Ainda noutros casos, o advérbio é igual ao adjetivo:
- gratis – gratis (grátis – gratuitamente)

## Preposição
As principais preposições são: 

| Preposição | Significado | Exemplo                    | Tradução                      |
| ---------- | ----------- | -------------------------- | ----------------------------- |
| på         | em          | Idag var vi på Copacabana. | Hoje estivemos em Copacabana. |
| från       | de          | Hon är från Stockholm.     | Ela é de Estocolmo.           |
| i          | em          | De bor i Lissabon.         | Eles moram em Lisboa.         |
| till       | para        | Hon har åkt till Göteborg. | Ela foi para Gotemburgo.      |

## Conjunção
Algumas conjunções importantes são:

| Conjunção | Significado | Exemplo                                 | Tradução                                     |
| --------- | ----------- | --------------------------------------- | -------------------------------------------- |
| och       | e           | Daniel och Maria åkte till Göteborg.    | O Daniel e a Maria foram para Gotemburgo.    |
| att       | que         | Han vill att jag åker till Stockholm.   | Ele quer que eu vá para Estocolmo.           |
| men       | mas         | Han gick ut men glömde att låsa dörren. | Ele saiu, mas esqueceu-se de fechar a porta. |
| om        | se          | Jag kommer, om du lovar att vara snäll. | Eu venho, se tu prometes ser simpático.      |

## Interjeições
Algumas interjeições com grande uso são:

- aj (ai!)
- usch (ui!)
- ja (sim!)
- nej (não!)
- hej (olá!)
- goddag (bom dia!)

## Ordem das palavras
A ordem das palavras é basicamente SVO (sujeito – verbo – objeto) na forma afirmativa e VSO (verbo – sujeito – objeto) na forma interrogativa. 

- Jag ser en katt - Eu vejo um gato
- Ser du en katt - Tu vês um gato? /"Vês-tu-um-gato?"/

Uma particularidade, é o uso obrigatório da forma VSO quando uma oração afirmativa começa por advérbio.

- I går såg jag Daniel - Ontem eu vi o Daniel. /"Ontem-vi-eu-Daniel"/

## Formação de palavras
Novas palavras são formadas por composição, derivação, redução, empréstimo. 

Composição:
- hotellbar – bar de hotel
- skolmatsal – cantina escolar
- oljetrycksmätare – medidor de pressão do óleo

Típico da língua sueca são as longas palavras formadas por composição.

- skolmatsalvakt - vigilante da cantina escolar
- kvinnofolkhögskola – escola superior popular feminina
- krigsmaterielexportöversynskommittén – comissão parlamentar de inspeção da exportação de material de guerra

Derivação:
- visdom (vis+dom) – sabedoria
- renhet (ren+het) – limpidez
- delbar (del+bar) – divisível
- ovän (o+vän) - inimigo

Redução:
- bil (de automobil) – automóvel
- cykel (de bicykel) – bicicleta
- foto (de fotografi) – foto, fotografia
- ekoturism (de ekologisk turism) – turismo ecológico

Empréstimo:
- chorizo - chouriço
- chatt - "chat", conversação
- cowboy - vaqueiro
- blogg - blogue